# Ровиле ди Сото (Алесандрија)
Ровиле ди Сото је насеље у Италији у округу Алесандрија, региону Пијемонт.
Према процени из 2011. у насељу је живело 19 становника. Насеље се налази на надморској висини од 150 м.